# Niederer Fläming (Gemeinde)

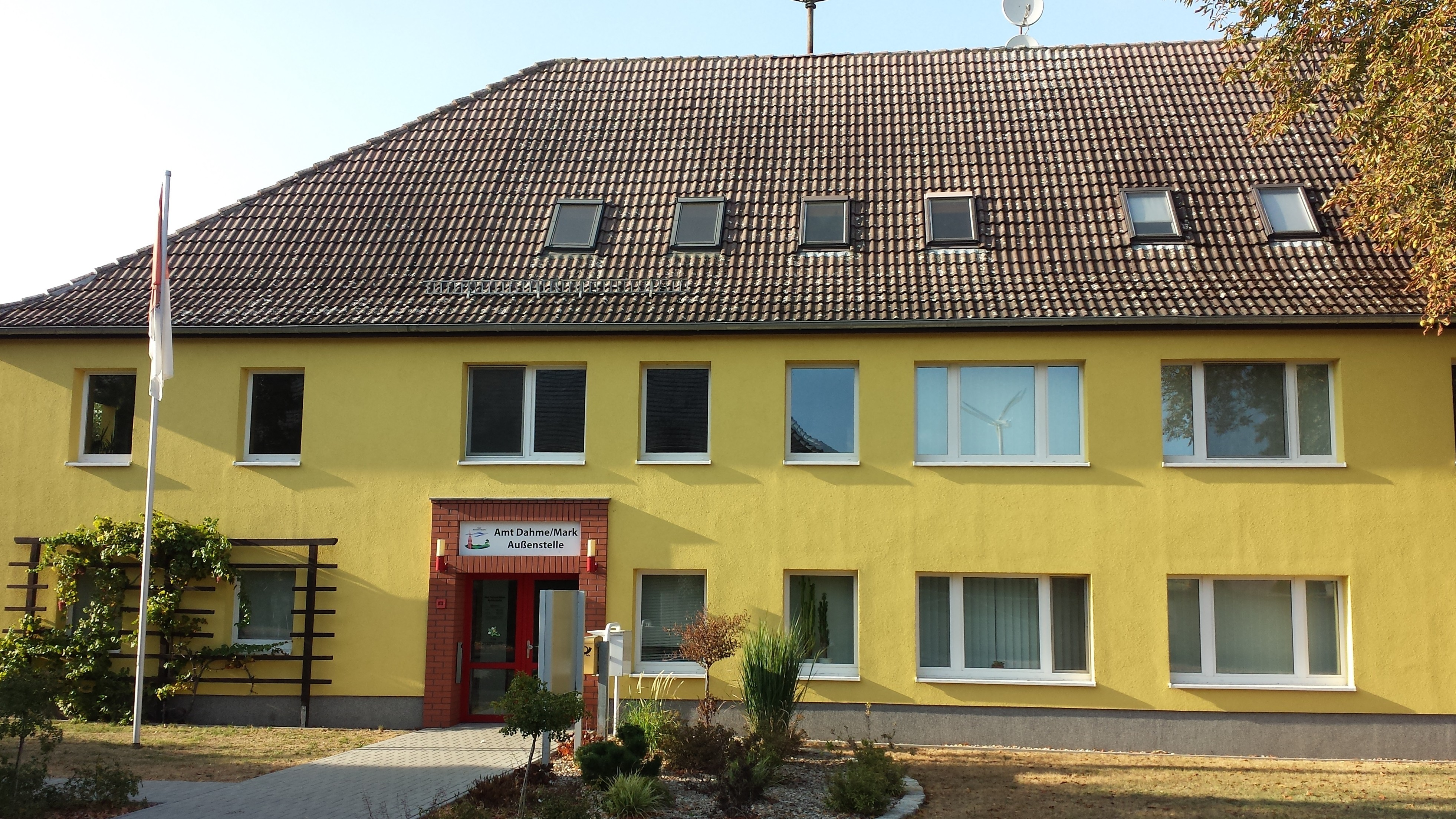
Außenstelle des Amtes Dahme/Mark im Ortsteil Lichterfelde

Niederer Fläming  ist eine Gemeinde im Landkreis Teltow-Fläming in Brandenburg. Sie gehört dem Amt Dahme/Mark an, das seinen Verwaltungssitz in der Stadt Dahme/Mark hat.

## Geographie
Die Gemeinde Niederer Fläming liegt südlich von Berlin im Süden des Landkreises Teltow-Fläming in der von der Saale-Kaltzeit geprägten Altmoränenlandschaft des Niederen Fläming.

## Gemeindegliederung
Die Gemeinde Niederer Fläming besteht nach ihrer Hauptsatzung aus 23 Ortsteilen:
| - Bärwalde - Borgisdorf - Gräfendorf - Herbersdorf - Höfgen | - Hohenahlsdorf - Hohengörsdorf - Hohenseefeld - Körbitz - Kossin | - Lichterfelde - Meinsdorf - Nonnendorf - Reinsdorf - Riesdorf | - Rinow - Schlenzer - Sernow - Waltersdorf - Weißen | - Welsickendorf - Werbig - Wiepersdorf |

Hinzu kommen die Wohnplätze Forsthaus Riesdorfer Heide, Marienhof und Niederseefeld.

## Geschichte
Die heutigen Ortsteile der Gemeinde gehörten seit 1816 zum Kreis Jüterbog-Luckenwalde und ab 1952 zum Kreis Jüterbog im DDR-Bezirk Potsdam. Seit 1993 liegen sie im brandenburgischen Landkreis Teltow-Fläming. 
Niederer Fläming ist eine „junge“ Gemeinde mit 23 Ortsteilen. Vorläufer der Gemeinde waren ab Dezember 1990 die Verwaltungsgemeinschaften Hohenseefeld und Werbig, die seit dem 6. September 1992 das Amt Niederer Fläming bildeten (anfangs noch mit den seit dem 31. Dezember 1997 zu Niedergörsdorf gehörenden Orten Bochow und Zellendorf). Entstanden ist die Gemeinde dann am 31. Dezember 1997 durch den freiwilligen Zusammenschluss von zunächst 14 Gemeinden des Amtes. Die Namensgebung wurde von allen beteiligten Gemeindevertretern mit Vertrag beschlossen. Am 1. August 2002 wurde Hohenseefeld und am 26. Oktober 2003 Herbersdorf in die Gemeinde Niederer Fläming eingegliedert. Die Verwaltung oblag bis zu diesem Zeitpunkt weiterhin dem Amt Niederer Fläming, das zuletzt nur noch aus den Gemeinden Herbersdorf und Niederer Fläming bestanden hatte. Mit der Eingliederung von Herbersdorf in die Gemeinde Niederer Fläming wurde das Amt Niederer Fläming aufgelöst. Daraufhin war die Gemeinde Niederer Fläming seit dem 26. Oktober 2003 amtsfrei. Zum 1. Januar 2018 trat sie dem benachbarten Amt Dahme/Mark bei.
Eingemeindungen
| Ehemalige Gemeinde | Datum             | Anmerkung                        |
| ------------------ | ----------------- | -------------------------------- |
| Bärwalde           | 1. Januar 1979    | Eingemeindung nach Meinsdorf     |
| Borgisdorf         | 31. Dezember 1997 |                                  |
| Gräfendorf         | 31. Dezember 1997 |                                  |
| Herbersdorf        | 26. Oktober 2003  |                                  |
| Höfgen             | 11. Januar 1962   | Eingemeindung nach Welsickendorf |
| Hohenahlsdorf      | 31. Dezember 1997 |                                  |
| Hohengörsdorf      | 31. Dezember 1997 |                                  |
| Hohenseefeld       | 1. August 2002    |                                  |
| Körbitz            | 1. April 1974     | Eingemeindung nach Welsickendorf |
| Kossin             | 1. April 1959     | Eingemeindung nach Wiepersdorf   |
| Lichterfelde       | 11. Januar 1962   | Eingemeindung nach Werbig        |
| Meinsdorf          | 31. Dezember 1997 |                                  |
| Niederseefeld      | 1. Juli 1950      | Eingemeindung nach Hohenseefeld  |
| Nonnendorf         | 31. Dezember 1997 |                                  |
| Reinsdorf          | 31. Dezember 1997 |                                  |
| Riesdorf           | 31. Dezember 1997 |                                  |
| Rinow              | 11. Januar 1962   | Eingemeindung nach Meinsdorf     |
| Schlenzer          | 31. Dezember 1997 |                                  |
| Sernow             | 31. Dezember 1997 |                                  |
| Waltersdorf        | 31. Dezember 1997 |                                  |
| Weißen             | 11. Januar 1962   | Eingemeindung nach Meinsdorf     |
| Welsickendorf      | 31. Dezember 1997 |                                  |
| Werbig             | 31. Dezember 1997 |                                  |
| Wiepersdorf        | 31. Dezember 1997 |                                  |

## Bevölkerungsentwicklung
| Jahr | Einwohner |
| ---- | --------- |
| 1997 | 3 586     |
| 2000 | 3 361     |
| 2005 | 3 571     |
| 2010 | 3 273     |
| 2015 | 3 160     |

| Jahr | Einwohner |
| ---- | --------- |
| 2020 | 3 028     |
| 2021 | 3 037     |
| 2022 | 3 035     |
| 2023 | 3 018     |
| 2024 | 3 021     |

Gebietsstand des jeweiligen Jahres, Einwohnerzahl: Stand 31. Dezember, ab 2011 auf Basis des Zensus 2011, ab 2022 auf Basis des Zensus 2022

## Politik

### Gemeindevertretung
Die Gemeindevertretung von Niederer Fläming besteht entsprechend der Einwohnerzahl der Gemeinde aus 16 Gemeindevertretern und dem ehrenamtlichen Bürgermeister. Die Kommunalwahl am 9. Juni 2024 führte bei einer Wahlbeteiligung von 73,5 % zu folgendem Ergebnis:
| Partei / Wählergruppe              | Stimmenanteil 2019 | Sitze 2019 |        | Stimmenanteil 2024 | Sitze 2024 |
| ---------------------------------- | ------------------ | ---------- | ------ | ------------------ | ---------- |
| Gemeinsam für Niederer Fläming     | –                  | –          | 49,1 % | 8                  |            |
| AfD                                | –                  | –          | 15,6 % | 1                  |            |
| Einzelbewerber Uwe Gottwald        | –                  | –          | 11,1 % | 1                  |            |
| Einzelbewerber Jens Grahl          | –                  | –          | 08,2 % | 1                  |            |
| Die Linke                          | 09,2 %             | 1          | 06,0 % | 1                  |            |
| Einzelbewerber Matthes Wilke       | 05,3 %             | 1          | 06,5 % | 1                  |            |
| Einzelbewerber Thomas Noßmann      | –                  | –          | 03,5 % | 1                  |            |
| Pro Gemeindeentwicklung            | 34,4 %             | 6          | –      | –                  |            |
| Einzelbewerber Reiner Wäsche       | 07,9 %             | 1          | –      | –                  |            |
| Einzelbewerber Paul Ziegelmann     | 07,3 %             | 1          | –      | –                  |            |
| Einzelbewerber Jörg Niendorf       | 07,2 %             | 1          | –      | –                  |            |
| Einzelbewerber Kevin Denczyk       | 05,7 %             | 1          | –      | –                  |            |
| Einzelbewerberin Nicolle Wundrich  | 05,6 %             | 1          | –      | –                  |            |
| Einzelbewerber Manuel Wolter       | 04,8 %             | 1          | –      | –                  |            |
| Einzelbewerber Lutz Seehausen      | 04,6 %             | 1          | –      | –                  |            |
| Einzelbewerber Lutz Löffler        | 03,1 %             | 1          | –      | –                  |            |
| CDU                                | 03,0 %             | –          | –      | –                  |            |
| Einzelbewerber Michael Fahrenbruch | 01,9 %             | –          | –      | –                  |            |
| Insgesamt                          | 100 %              | 16         | 100 %  | 14                 |            |

Bei der Wahl 2024 entfielen auf die AfD zwei Sitze, von denen einer unbesetzt bleibt, weil die Partei nur einen Kandidaten nominiert hatte. Auf den Einzelbewerber Gottwald entfielen ebenfalls zwei Sitze, von denen einer unbesetzt bleibt.

### Bürgermeister
- 1998–2003: Gerhard Peukert[16]
- 2003–2011: Ernst Werner[17]
- 2011–2017: David Kaluza[18]
- seit 2018: Matthias Wäsche[19]

Wäsche wurde in der Bürgermeisterwahl am 26. Mai 2019 ohne Gegenkandidat mit 89,6 % der gültigen Stimmen wiedergewählt. Am 9. Juni 2024 wurde er mit 78,2 % der gültigen Stimmen in seinem Amt bestätigt. Seine Amtszeit beträgt fünf Jahre.

## Sehenswürdigkeiten

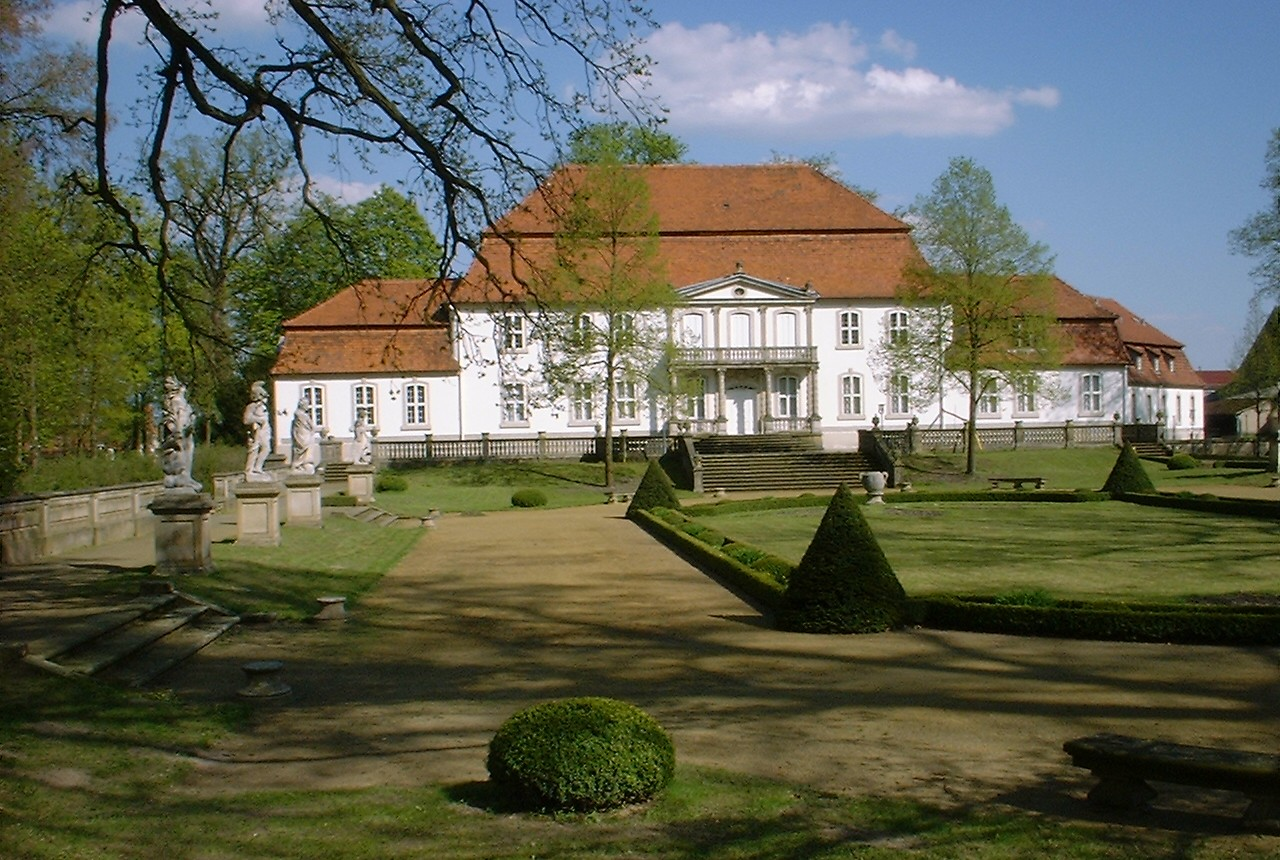
Schloss Wiepersdorf

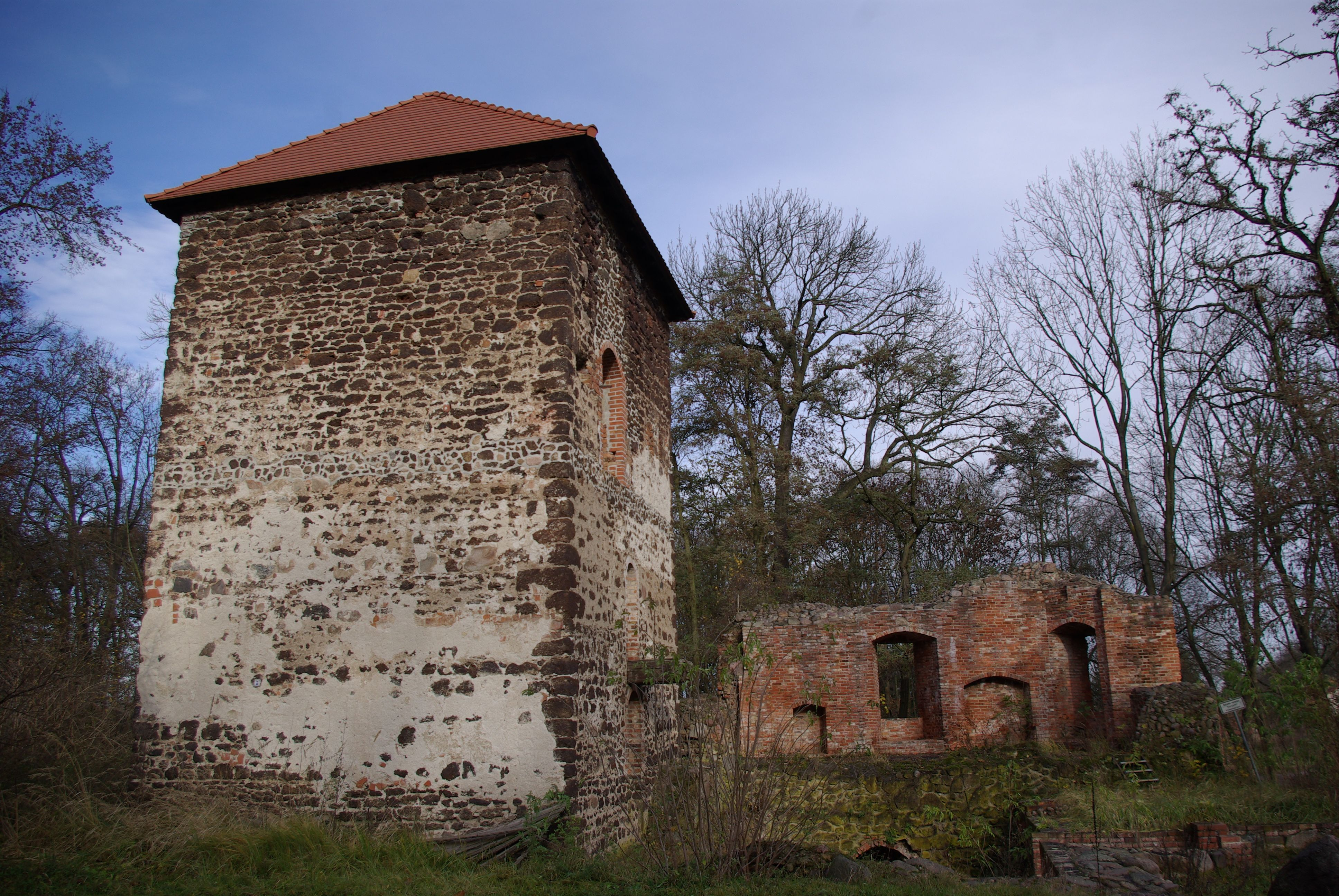
Burgruine Bärwalde

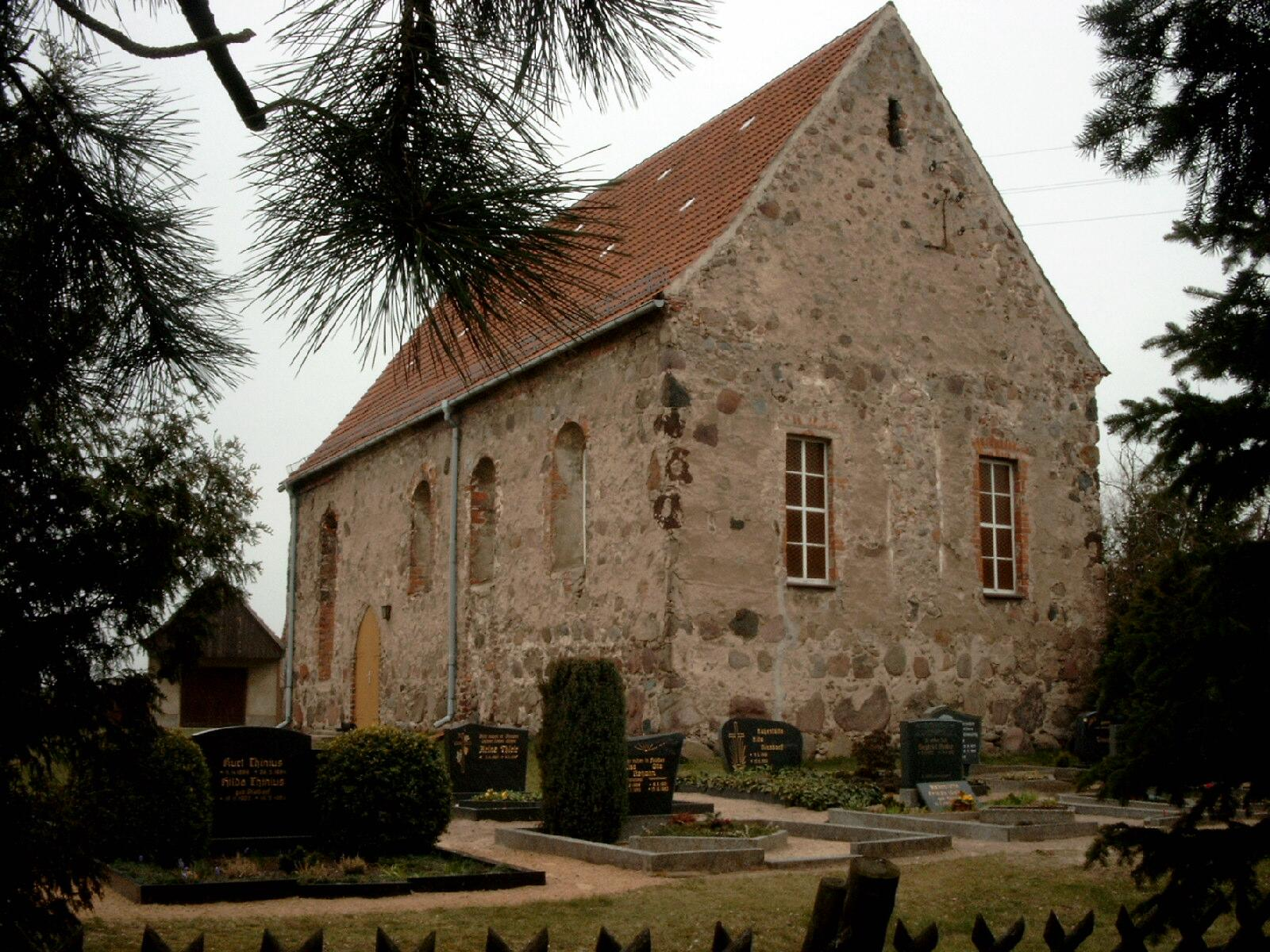
Dorfkirche Waltersdorf

- Bärwalde: Burgruine und Gutspark einer mittelalterlichen ehemaligen Wasserburg. Letzte „Burgherren“ bis 1945 waren ebenfalls die von Arnims.
- Borgisdorf: Die Dorfkirche Borgisdorf ist ein spätromanischer Feldsteinbau aus der zweiten Hälfte des 13. Jahrhunderts mit eingezogenem Chor. Der Kirchturm entstand in den Jahren 1896/1897. Im Innern steht unter anderem ein hölzernes Altarretabel, das vermutlich der Bildhauer J. C. Schütze im Jahr 1717 schuf.
- Gräfendorf: Die Dorfkirche Gräfendorf ist eine spätromanische Feldsteinkirche.
- Hohenahlsdorf: Die Dorfkirche Hohenahlsdorf entstand in der zweiten Hälfte des 13. Jahrhunderts. Im Innenraum hängt ein Kreuzigungsgemälde aus dem Jahr 1676; ein hölzernes Altarretabel stammt aus dem 19. Jahrhundert.
- Hohengörsdorf: Die Dorfkirche Hohengörsdorf entstand im frühen 13. Jahrhundert. Zur Kirchenausstattung gehört unter anderem ein Kanzelaltar, der im Jahr 1730 von Johann Christian Angermann geschaffen und 1920 restauriert wurde. Das Dehio-Handbuch bezeichnet die Arbeit als „qualitätsvoll“.
- Hohenseefeld: Die Dorfkirche Hohenseefeld ist eine Feldsteinkirche aus dem 13. Jahrhundert. Neben einem Kanzelaltar aus dem 19. Jahrhundert befindet sich im Bauwerk eine Fünte aus dem 17. Jahrhundert.
- Körbitz: Die Dorfkirche Körbitz entstand im 13. Jahrhundert und im 19. Jahrhundert restauriert. Im Innern befindet sich unter anderem ein Kanzelaltar aus dem frühen 18. Jahrhundert.
- Kossin: Die Dorfkirche Kossin entstand im 15. Jahrhundert und wurde im Dreißigjährigen Krieg stark beschädigt. Um 1700 erfolgte der Wiederaufbau. Im Innern steht unter anderem ein Altarretabel aus dem Jahr 1683.
- Lichterfelde: Die Dorfkirche Lichterfelde entstand in der ersten Hälfte des 13. Jahrhunderts. 1697 wurden der westliche Giebel sowie die Turmwand erneuert. Im Innenraum steht unter anderem ein Kanzelaltar aus der ersten Hälfte des 19. Jahrhunderts.
- Meinsdorf: Jüdischer Friedhof. Er ist eines der wenigen Zeugnisse jüdischer Kultur, das unzerstört die Zeit des Nationalsozialismus überdauerte. Die Inschriften in Hebräisch und Deutsch weisen aus, dass zwischen 1850 und 1871 jüdische Mitbürger aus der Umgebung hier ihre letzte Ruhestätte fanden. Die Dorfkirche Meinsdorf ist eine neogotische Saalkirche aus den Jahren 1853/1854. Die Kirchenausstattung stammt weitgehend aus der Bauzeit; eine Fünte aus dem Jahr 1611.
- Niederseefeld: Die Dorfkirche Niederseefeld ist eine Saalkirche aus dem 15. Jahrhundert. Im Innern steht unter anderem ein Kanzelaltar aus dem Jahr 1883.
- Nonnendorf: Die Dorfkirche Nonnendorf entstand im Jahr 1954 und ist das kleinste Kirchengebäude im Kirchenkreis Zossen-Fläming. Der Innenraum wurde vom Berliner Architekten Uwe Mücklausch gestaltet.
- Reinsdorf: Die Dorfkirche Reinsdorf ist ein spätromanischer Feldsteinquaderbau aus dem zweiten Viertel des 13. Jahrhunderts. Anfang des 18. Jahrhunderts erfolgte eine Sanierung. Die Ausstattung der Kirche stammt größtenteils ebenfalls aus dem 18. Jahrhundert.
- Riesdorf: Die Dorfkirche Riesdorf ist ein spätgotischer Feldsteinbau aus der Zeit um 1300; der Fachwerkturm wurde 1687 angebaut. Die Ausstattung der Kirche stammt überwiegend aus dem Jahr 1693.
- Schlenzer: Dorfkirche Schlenzer. Sie wurde in der zweiten Hälfte des 13. Jahrhunderts erbaut. Im 15. Jahrhundert kam der Westturm hinzu, der 1753 einen Aufsatz erhielt. In seinem Innern befinden sich unter anderem ein Altarretabel aus dem Anfang des 18. Jahrhunderts sowie ein Taufbecken aus dem 19. Jahrhundert.
- Sernow: Die Dorfkirche Sernow auf dem Dorfanger des Ortes wurde um 1300 als Feldsteinbau errichtet. Der Backsteinturm stammt aus dem Jahr 1887.
- Waltersdorf: Dorfkirche Waltersdorf.[23] Dem schlichten Äußeren steht eine umso reichhaltigere Ausstattung im Innern gegenüber. Sie enthält eine bemalte, gewölbte Holzdecke von Joseph Gerlach (1754) sowie Altar, schwebenden Engel, Kanzel und Gestühl.
- Welsickendorf: Die Dorfkirche Welsickendorf entstand vermutlich in der zweiten Hälfte des 13. oder im frühen 14. Jahrhundert. Im Innern steht ein Altarretabel aus dem Jahr 1692.
- Werbig: Die Dorfkirche Werbig ist eine spätromanische Feldsteinkirche aus der ersten Hälfte des 13. Jahrhunderts. Der barocke Fachwerkturm wurde 1968 abgetragen und konnte 2011 rekonstruiert werden. Die Kirchenausstattung stammt bis auf einen Taufengel aus dem Jahr 1714 aus den 1960er Jahren.
- Wiepersdorf: Schloss Wiepersdorf mit seinen Anlagen. Dort lebte das Dichterpaar der Romantik Bettina und Achim von Arnim. Die Dorfkirche Wiepersdorf geht in ihrem Kern auf einen mittelalterlichen Feldsteinbau zurück. Dieser wurde 1661 erneuert und 1737 im wesentlichen Bereich um eine Patronatsloge für die von Einsiedel erweitert. Auf Initiative von Achim von Arnim-Bärwalde, einem Enkel des deutschen Schriftstellers Achim von Arnim, kam es in den Jahren 1894/1895 zu einem romanisierenden Umbau des Gebäudes. In den Jahren 1966 bis 1971 sowie nach 1990 wurde das Bauwerk saniert. Nach 1945 ließ die Kirchengemeinde die Loge verschließen und nutzte den so neu abgetrennten Raum als Winterkirche. Die Orgel wurde im Zuge dieser Baumaßnahmen ebenfalls versetzt.
- Teilstrecken des Flaeming-Skate durch die Landschaft des Niederen Fläming verlaufen auf dem Gemeindegebiet. Die Riesdorfer Heide und die Wasserheide bieten gute Bedingungen für Nordic Walking. Im Oberlaubenstall in Lichterfelde werden abwechslungsreiche Veranstaltungen präsentiert. Am Flugplatz Reinsdorf können Rundflüge gebucht werden.

Die Baudenkmale und die Bodendenkmale der Gemeinde Niederer Fläming sind in der Denkmalliste des Landes Brandenburg aufgeführt. Im Gräberfeld von Schlenzer wurden bronzezeitliche Funde gemacht. Der slawische Burgwall im Ortsteil Bärwalde ist ein Bodendenkmal.

## Wirtschaft und Infrastruktur
Die Wirtschaft ist traditionell durch Landwirtschaft, Handwerk und Dienstleistungen geprägt. In jüngster Zeit spielt die Energiegewinnung aus erneuerbaren Energiequellen wie Wind und Biomasse, meist jedoch durch „auswärtige“ Investoren, eine immer größere Rolle.

### Verkehr
Durch das Gemeindegebiet führen die Bundesstraße 102 zwischen Jüterbog und Dahme/Mark und die Bundesstraße 101 zwischen Jüterbog und Herzberg (Elster).
Mehrere heutige Ortsteile (Hohengörsdorf, Werbig, Reinsdorf, Nonnendorf, Hohenseefeld) hatten bis zur Stilllegung 1963 einen Haltepunkt an der Luckenwalde–Jüterboger Eisenbahn.
Nahe der Ortschaft Reinsdorf befindet sich der Flugplatz Reinsdorf, ein Sonderlandeplatz für Segelflug, Motorflug und Ultraleichtflug.

### Bildung
Im Ortsteil Werbig befinden sich eine Grundschule mit Hort und je eine Kita in den Ortsteilen Lichterfelde und Hohenseefeld.

## Persönlichkeiten
- Achim von Arnim (1781–1831), Schriftsteller, lebte in Wiepersdorf
- Bettina von Arnim (1785–1859), Schriftstellerin, lebte in Wiepersdorf
- Maximiliane von Oriola (1818–1894), Salonnière, wuchs in Wiepersdorf auf
- Achim von Arnim-Bärwalde (1848–1891), Maler, lebte in Wiepersdorf
- Bettina Encke von Arnim (1895–1971), Malerin, lebte in Wiepersdorf